# Gás combustível

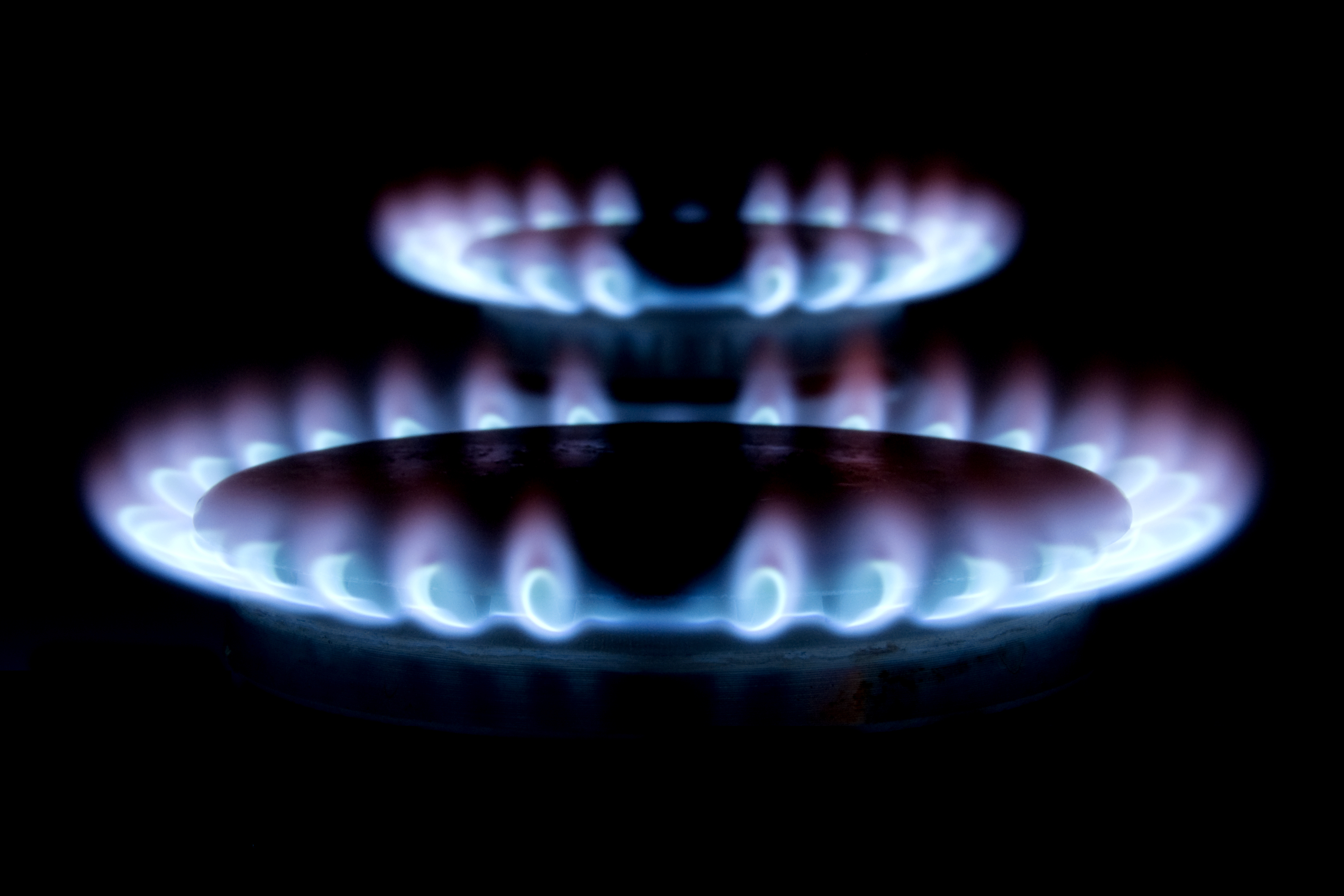
Chama azul de queimadores de gás combustível

O gás combustível é qualquer um de vários combustíveis que, em condições normais, são gasosos. Muitos gases combustíveis são compostos de Hidrocarbonetos (como metano ou propano), hidrogênio, monóxido de carbono ou suas misturas. Esses gases são fontes de energia térmica potencial ou energia luminosa que podem ser prontamente transmitidas e distribuídas por meio de tubos, desde o ponto de origem até o local de consumo.
O gás combustível é diferente de combustíveis líquidos e de combustíveis sólidos, embora alguns gases combustíveis sejam liquefeitos para armazenamento ou transporte. Embora sua natureza gasosa tenha vantagens, evitando a dificuldade de transporte de combustível sólido e os perigos de derramamento inerentes aos combustíveis líquidos, o gás combustível também apresenta limitações. É possível que um gás combustível não seja detectado e se acumule em certas áreas, levando ao risco de uma explosão de gás. Por esse motivo, odorizadores são adicionados à maioria dos gases combustíveis para que possam ser detectados por um odor característico.
O tipo mais comum de gás combustível atualmente em uso é o gás natural.

## Tipos

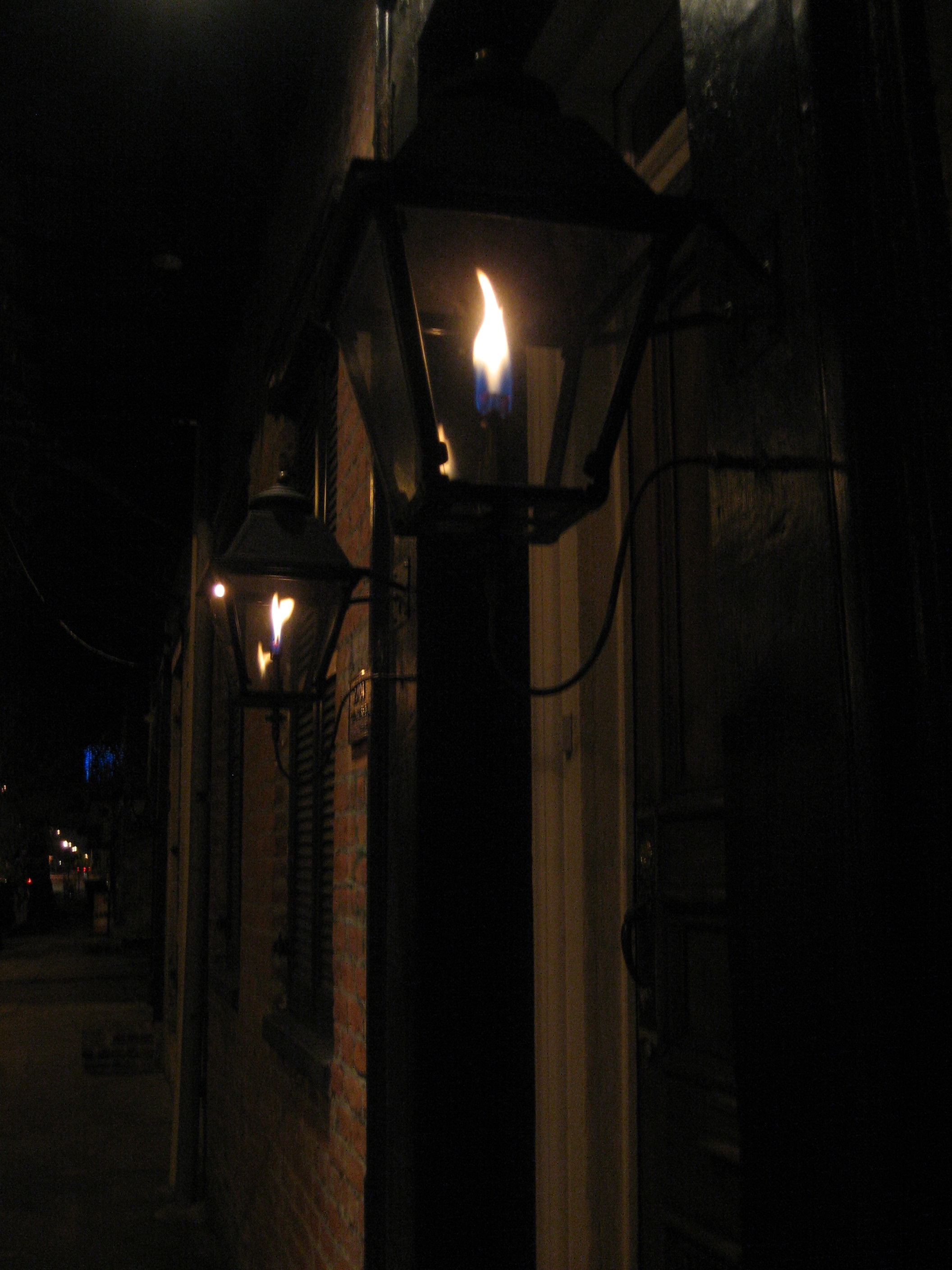
Iluminação pública utilizando gás combustível em Nova Orleans nos EUA.

Existem duas classes amplas de gases combustíveis, baseadas não em sua composição química, mas em sua origem e na forma como são produzidos: os encontrados naturalmente e os fabricados a partir de outros materiais.

### Gás combustível fabricado
Gases combustíveis manufaturados são aqueles produzidos por meio de um processo artificial, geralmente gaseificação, em um local conhecido como fábrica de gás. Gases combustíveis fabricados incluem: 
- Gás de carvão
- Gás de água
- Gás produtor
- Gás de síntese
- Gás de madeira
- O hidrogênio não comprimido ou o hidrogênio comprimido, que podem ser usados como gás combustível.
- Biogás
- Gás de alto forno
- Acetileno

### Gases de combustível extraídos de poço ou mina
No século XX o gás natural, composto principalmente por metano, tornou-se a fonte dominante de gás combustível, pois ao invés de ter que ser fabricado em vários processos, poderia ser extraído de depósitos na terra. O gás natural pode ser combinado com o hidrogênio para formar uma mistura conhecida como HCNG. Gases combustíveis adicionais que podem resultar de um processo de refino de gás natural ou petróleo: 
- Propano
- Butano
- Gás de petróleo liquefeito regaseificado (GLP)

## Usos
Os gases combustíveis têm sido usados em inúmeras aplicações. Uma das primeiras foi a iluminação a gás, que permitiu a adoção generalizada de postes de luz e a iluminação de edifícios em cidades com abastecimento de gás municipal. O gás combustível também é usado em queimadores de gás, em particular o queimador de Bunsen usado em ambientes de laboratório. Também podem ser utilizados aquecedores a gás, fogões de camping e até mesmo para movimentar veículos, pois possuem alto poder calorífico.